# サキザヤ語
サキザヤ語（サキザヤご）は、オーストロネシア語族台湾諸語に属する台湾のサキザヤ族の言語である。
漢字では撒奇莱雅語と表記される。また、奇莱語とも呼ばれる事もあるが、これは花蓮県の旧称が奇莱であったことに由来する。主に台湾の花蓮県奇莱平原で話されている。
アミ語の最北方言の南勢方言（北部アミ語）はナタオラン語（荳蘭語）と呼ばれていて、サキザヤ語はナタオラン語の方言と考えられていたが別の言語と言われている。